# لين ماسون
لين ماسون هو ضابط بحري كندي، ولد في 1942.